# 古希臘抒情詩

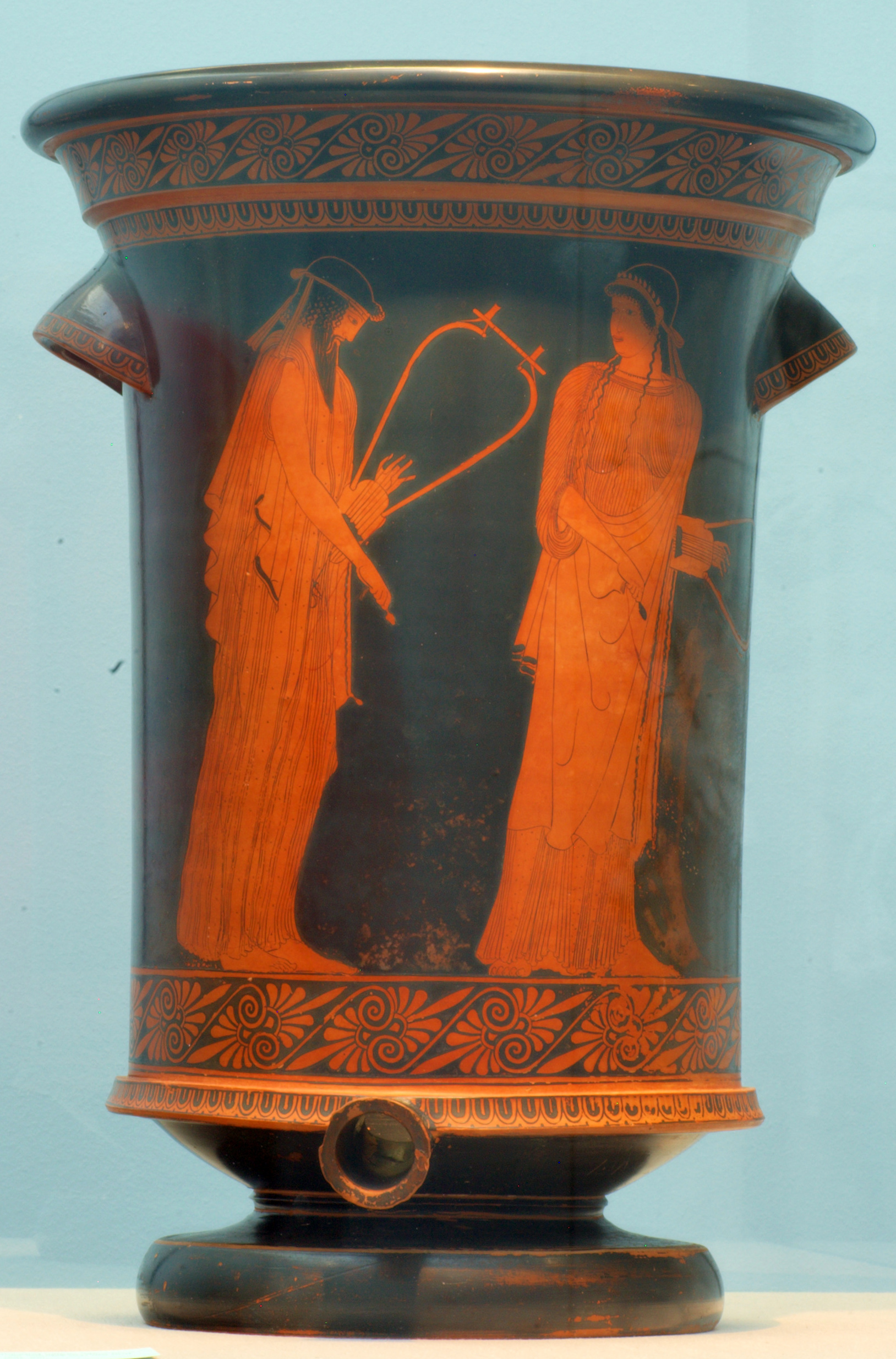
希腊抒情时代的两位诗人:·阿尔卡埃乌斯和莎孚

古希臘抒情詩（亦稱爲）是以古希臘語寫作的抒情詩的統稱。古希臘抒情詩在前7世紀到前5世紀間達到頂峯，而在隨後的希臘化與羅馬帝國時期也有創作。抒情詩人寫作的主題包括祝勝、緬懷逝者、振奮戰士士氣、歌頌神以及各種與愛情相關的內容；後者包括祝婚歌、讚頌愛人、表達渴望、傳達愛意以及非難分手後的愛人等等多種多樣的內容。古希臘的會飲宴上彈奏里拉琴、表演抒情詩是傳統的娛樂活動。

## 代表詩人
亚历山大的学者们按照诗歌的韵律对诗人们进行了分类，他们归纳出值得重点研究的古希腊九位抒情诗人，即：
| 人名         | 诗歌体 | 时间        | 地点           |
| ------------ | ------ | ----------- | -------------- |
| 阿尔克曼     | 合唱体 | 公元前7世纪 | 斯巴达         |
| 莎孚         | 独唱体 | 公元前7世纪 | 莱斯博斯岛     |
| 阿尔卡埃乌斯 | 独唱体 | 公元前7世纪 | 莱斯博斯岛     |
| 阿那克里翁   | 独唱体 | 公元前6世纪 | 忒欧斯         |
| 斯特西克鲁斯 | 合唱体 | 公元前6世纪 | 希梅拉         |
| 伊比库斯     | 合唱体 | 公元前6世纪 | 雷焦卡拉布里亚 |
| 西莫尼德斯   | 合唱体 | 公元前6世纪 | 凱阿島         |
| 品达         | 合唱体 | 公元前5世纪 | 底比斯         |
| 巴库利德斯   | 合唱体 | 公元前5世纪 | 凱阿島         |

## 韻律
抒情詩的韻律較於其他詩體更爲不規則，可以從現有的韻律單元中按照一定的規則組合，得到每句不同的節奏。常用的韻律類型有伊歐里斯韻律、長長短–三長一短韻律、愛奧尼亞韻律。亦有學者認爲抒情詩的韻律不僅考慮音節長短，而也需要考慮自然重音、中間休止等諸多因素。
合唱體的詩人如品達以三部形式架構全詩的韻律，每個單位包括  三小節，其中前二小節又每行以相同的節奏呼應。

## 備註
1. ↑  其詞源來自古希臘語：，意即里拉琴。
2. ↑  九位抒情诗人的诗歌在传统上分为合唱体与独唱体，但也有一些现代学者质疑这样的分类。[1]